# Anaxagoras
Anaxagoras (tiếng Hy Lạp cổ: Ἀναξαγόρας; 500 – 428 TCN) là một nhà triết học Hy Lạp cổ đại thời kỳ tiền Socrates. Ông sinh tại thành phố Clazomenae thuộc tiểu Á, Anaxagoras là nhà triết học đầu tiên mang triết học từ Ionia tới Athens. Ông đã cố gắng đưa ra những mô tả khoa học về thiên thực, sao băng, cầu vồng và mặt trời, trong đó ông mô tả mặt trời là khối lửa có kích thước lớn hơn Peloponnese. Theo Diogenes Laertius và Plutarch, ông đã bỏ trốn tới Lampsacus sau khi có bất đồng dữ dội với người học trò Pericles.
Anaxagoras nổi tiếng vì đã giới thiệu một khái niệm vũ trụ học Nous (lý trí), xem đó như một thế lực ra lệnh. Ông coi vật chất là một tập hợp vô tận các nguyên tố sơ khai bất tử, ám chỉ tới tất cả sự sinh ra và biến mất cho tới sự pha trộn và tách ly.

## Tiểu sử[1]
Anaxagoras được sinh ra ở thành phố Clazomenes thuộc Tiểu Á. Ông say mê triết học đến nỗi bỏ trang trại của mình thành bãi chăn gia súc. Thậm chí, niềm say mê triết học của ông lớn đến nỗi ông không tham gia vào các công việc của xã hội nên có người chất vấn nhà triết học này rằng có quan tâm đến đất nước hay không. Do tư tưởng vô thần và bài tôn giáo, ông đã bị chính quyền Athens kết án tử hình nhưng nhờ có người học trò nổi tiếng Pericles, người nắm quyền bình ở thành phố này giải thoát nên Anaxagoras được đưa về Lamsaque. Ở đó, nhà triết học người Hy Lạp mở trường dạy học. Sau khi ông mất, người dân của Lamsaque dưng tượng ông và hàng năm những học sinh nơi đây được nghỉ học khi đến ngày mất của ông.

## Những nghiên cứu đáng chú ý

### Khoa học tự nhiên
Anaxagoras là người phát hiện ra bán cầu não. Ông cũng cho rằng dải ngân hà là bóng của trái đất che khuất một bộ phận của bầu trời khi mặt trời lặn.

### Triết học

#### Suy nghĩvề vũ trụ[2]
Anaxagoras có để lại một dấu ấn quan trọng trong tư tưởng triết học của mình: quan điểm về vũ trụ. Ông cho rằng mình được sinh ra chỉ là để quan sát và tìm kiếm những bí ẩn của mặt trời, mặt trăng, các vì sao. Ông coi đó là tổ quốc của mình. Có một câu chuyên với nội dung rằng có người từng hỏi Anaxagoras là vì sao sinh ra lại tốt hơn không được sinh ra, Anaxagoras đã đáp lại là vì để chiêm ngưỡng bầu trời và cấu tạo của toàn vũ trụ.
Như đã nói ở trên, Anaxagoras là một người theo chủ nghĩa vô thần. Thế nên, theo ông, không có cái thứ huyền bí nào làm nên vũ trụ này cả. "Mặt trời là một khối lửa, chứ không phải thần linh." hay "Toàn bộ bầu trời cấu thành từ đá. Do có sự quay tròn nhanh nên nó giữa im vững chắc, nếu vận động đó dừng lại thì nó sẽ rơi xuống đất." hoặc "các vì sao chỉ là các khối đá đang bốc cháy" đều thể hiện tư tưởng duy vật đó. Đối với Anaxagoras, không có chỗ cho thần linh trong vũ trụ.
Ngoài ra, ông còn tin vào một điều rằng vẫn còn thế giới khác tượng tự thế giới của chúng ta:
| “ | Ngoài thế giới của chúng ta còn tồn tại một thế giới khác. Ở đó mặt trăng và mặt trời cũng giống như chúng ta". | ” |

#### Những thuật ngữ mới[3]
Chịu ảnh hưởng từ Parmenides, Anaxagoras quả quyết rằng nền tảng của thế giới là vật chất. Vật chất cũng không mất đi và không xuất hiện từ hư vô như tồn tại. Vì vậy, những thứ được gọi là xuất hiện hay tiêu diệt chỉ là kết hợp hay phân tích những hạt bất biến của dạng vật chất khởi nguyên. Anaxagoras đã đề nghị nên thay xuất hiện bằng kết hợp, còn tiêu diệt là phân tích. Ông đã viết như thế này:
| “ | Người Hy Lạp sử dụng sai các từ xuất hiện và tiêu diệt vì trên thực tế, không có một vật nào xuất hiện, tiêu diệt mà mỗi vật đều cấu thành từ sự kết hợp của các vật còn lại đến nay hay là tách ra từ chúng. | ” |

#### Sự đơn điệu của các vị tiền bối[4]
Anaxagoras, giống như Parmenides, không đồng ý việc các vị tiền bối của mình, gồm Thales, Anaximenes, Heraclitus và Empedoclos, chọn ra bất kỳ một vật cụ thể nào để làm khởi nguyên của thế giới vì "đó là bản chất đơn điệu nhất", không thể giải thích sự phong phú của thế giới này. Đề xuất của ông là homeomerie (tên này do Aristotle đặt ra sau này). Nói một cách đơn giản, đó là thuật ngữ để chỉ những hạt giống của sự vật, những thứ tạo sự đa dạng và bất biến của sự vật.
Đây là nguyên tắc về sự vật sinh ra từ sự vật tương tự chúng:
| “ | Chúng ta thấy rằng thức ăn giản đơn nhất-nước và bánh mì-biến thành tóc, tĩnh mạch, động mạch, dây thần kinh, xương,... Do vậy trong bánh mì và nước tất phải có sơi tóc, tĩnh mạch, động mạch,... hết sức nhỏ bé mà giác quan của chúng ta không phát hiện được, nhưng đứng trước lý tính của chúng ta, chúng đã bộc lộ dần chân tướng. | ” |

Nếu dựa vào nguyên tắc này, ta có thể thấy các homeomerie đặc trưng là nguồn gốc của mỗi sự vật. Và những thứ được gọi là hạt giống của sự vật này nhiều vô kể và phong phú đa dạng. Mỗi loại homeomerie bảo tồn tính chất của sự vật được cấu tạo từ chúng, "mỗi vật được đặc trưng bởi ưu thế trong nó. Chẳng hạn vàng là cái trong đó có nhiều vàng mặc dù trong nó cũng có tất cả." Tuy nhiên, mỗi sư vật lại không phải sự chứa đựng thuần túy một loại homeomerie nào đó mà còn có các homeomerie loại khác, nhưng chính homeomerie của riêng sự vật đó mới làm nên các đặc trưng của sự vật đó.
Có thể thấy, homeomerie của Anaxagoras đã tạo ra một dấu ấn rất lớn khi đã vượt qua cái nhìn còn mang trực giác của những người đi trước để khái quát vấn đề ở mức độ cao hơn. Tuy nhiên, chính lý thuyết này đã đưa đến một suy nghĩ siêu hình của Anaxagoras khi ông cho rằng khi vật bị chia nhỏ đến vô cùng thì chất không đổi, đơn giản là ông không thấy mối quan hệ biện chứng giữa lượng và chất.

#### Nous[5]
Nếu homeomerie là thứ tạo ra vật chất, theo Anaxagoras, thì nous là thứ làm cho các hạt giống của sự vật kết hợp hay tách rời nhau ra. Nous, đối với nhà triết học trên, là trí tuệ thuần túy.
| “ | Các vật còn lại có bộ phận trong tất cả song một mình trí tuệ (tức là nous) là đơn giản có quyền hạn tối cao và không hòa lẫn với một vật nào. Trí tuệ tự nó tồn tai. Nếu nó không tự nó tồn tại, mà hòa lẫn với một cái khác thì hỗn hợp sẽ cản trở, do vậy nó không thể điều khiển được một vật nào nữa. Nó là một vật nhẹ nhất và thuần khiết nhất, có trí thức đầy đủ về tất cả và có sức mạnh vĩ đại nhất. Trí tuệ điều khỉ tất những gì có linh hồn.' | ” |

#### Quan điểm vềnhận thức[6]
Anaxagoras cho rằng nhận thức là cái đối lập liên hệ với cái đối lập. Theo ông, nhận thức cảm tính là không đáng tin cậy:
| “ | Cảm giác lừa dối. Nước có cảm tưởng là trong, nhưng xét về bản chất là đen, vả lại khói bốc lên từ nước của cây là có màu đen. | ” |

Ngược lại với hành động, Anaxagoras đề cao nhận thức lý tính. Tuy nhiên, ông thừa nhận rằng không thể nắm hết được bản chất của sự vật. Trong lý luận nhận thức của ông, ta thấy chủ nghĩa tương đối xuất hiện. Ta hãy xem ý kiến của nhà triết học Hy Lạp này: 
| “ | Có thể nhận thức được các sự vật không? Không vì chúng ta chỉ giả định rằng đã nhận thức được một vật phức tạp nếu chúng ta không thể biết được vô số bản nguyên đầu tiên | ” |

#### Vạn vật và con người[7]
Về vạn vật, Anaxagoras cho rằng "thực vật cũng như động vật, chúng có cảm giác, buồn chán, vui mừng. Sự chuyển động của lá cây chỉ ra dấu hiệu của điều đó]]."
Về con người, chúng ta hãy suy nghi về hai ý kiến sau của ông:
| “ | Con người là động vật thông minh nhất vì nó có hai tay | ” |

| “ | Tất cả những gì thuộc về con người là do ngẫu nhiên tạo nên | ” |

Nếu ai hiểu rõ hai câu này thì sẽ thấy vấn đề. Nếu cho rằng con người thông minh thì con người cũng có thể sáng tạo. Nhưng Anaxagoras thì không nghĩ như vậy. Ông phủ nhận vế thứ hai, chỉ cộng nhận vế thứ nhất.

## Tác phẩm
Anaxagoras chỉ có một tác phẩm triết học duy nhất là Về tự nhiên.

## Câu nói nổi tiếng
| “ | Con đường dẫn tới hỏa ngục ở đâu trên trái đất này cũng dài như nhau | ” |